# Moblin
Moblin war ein Open-Source-Projekt, das sich die Entwicklung einer speziell auf Mobile Internet Devices (MIDs) und andere Geräteklassen wie Netbooks und Nettops angepasste Linux-Distribution zum Ziel gesetzt hat. Intel startete die Internetseite im Juli 2007 und erweiterte die Seite signifikant im April 2008 mit der Veröffentlichung der Intel-Atom-Prozessorfamilie auf dem Intel Developer Forum in Shanghai. Die Intel-Atom-Prozessorfamilie zielt auf MIDs, Nettops und andere Marktsegmente, in denen geringer Stromverbrauch und geringe Kosten entscheidend sind. Auf der Moblin.org-Webseite findet sich ein Software Development Kit, der Quellcode für alle Hauptkomponenten der Moblin-Plattform sowie Dokumentation und Beispielcode.
Das Moblin-Projekt wurde eingestellt und zu MeeGo überführt.

## Hauptkomponenten
- Moblin Image Creator (MIC): ermöglicht es Entwicklern, ein eigenes Linux-Dateisystem für ein Gerät zu entwickeln. Mit MIC kann ein Plattformentwickler entscheiden, welche Komponenten von Moblin er auf seinem Gerät verwenden möchte, das gewünschte Zielsystem entwickeln, die notwendigen Dateien auf einen USB-Stick speichern und auf das Ziel laden.
- Kernel: Plattformspezifische Patches am Linux-Kernel und vielen anderen Gerätetreibern.
- UI Framework: Bildschirmschnittstelle und sein darunterliegendes GTK-basiertes Framework, welches das Hildon-Anwendungsframework nutzt.
- Power Management Policy: erweitert und verbessert vorhandene „Linux Power Management“-Möglichkeiten.
- Browser: der Moblin-Browser ist ein vollwertiger Webbrowser, basierend auf Mozilla, mit einem fingergesteuerten Nutzerinterface und einer „MID-UI-“Integration. Der Moblin-Browser unterstützt Plugins wie Adobe Flash.
- Multimedia: Audio- und Videowiedergabe und Bildbetrachter einschließlich der Helix oder GStreamer Multimedia Frameworks.
- Linux Connection Manager: Internetverbindungen, die durch Plugins erweitert werden können, um verschiedene, auch drahtlose, Netzwerke zu unterstützen.

## Status
Moblin v2.1 wurde am 5. November 2009 veröffentlicht. Unter Mini-Notebook-Nutzern erlangte Moblin einige Aufmerksamkeit durch eine demonstrierte Bootzeit von fünf Sekunden auf einem Asus EeePC 901 mit SSD. Da die Hardwarebasis vieler Mini-Notebooks identisch ist, lässt sich Moblin auf vielen Geräten installieren. Mit einer herkömmlichen Festplatte ist das System mit GUI innerhalb von 13 Sekunden vollständig betriebsbereit.
Am 15. Februar 2010 gaben Nokia und Intel eine Zusammenarbeit bekannt. Moblin ist mit dem Handy-Linux Maemo verschmolzen und wird nun als MeeGo weiterentwickelt.

## Teilnehmer und Partner
Das Moblin-Projekt wurde von Intel gesponsert. Weitere Anbieter arbeiten an Linux-Distributionen, die zu Moblin kompatibel sind:
- Canonical arbeitet an einer speziellen Version von Ubuntu Linux in Form der Ubuntu Mobile and Embedded Edition
- Pixrt SRL entwickelt eine Version von RXART Linux (auch bekannt unter Rxart mobility and Iblog edition).
- Red Flag entwickelt eine als MIDINUX bekannte Distribution.
- Novell möchte mit MSI ein Netbook herausbringen mit OpenSUSE Moblin (Goblin).

Seit der Veröffentlichung der ersten Moblin-basierten MIDs im Sommer 2008 hat sich der Fokus des Projektes über die Entwicklung des Kernsystems hinaus zur Unterstützung bei der Portierung und Entwicklung neuer Anwendungen für Moblin verschoben. Intel sponserte eine Reihe von Entwicklungswettbewerben, insbesondere mit Blick auf Entwickler in Indien, um dem Moblin-Anwendungssystem Starthilfe zu leisten.